# Airports Council International
Airports Council International of kortweg ACI is de wereldwijde overkoepelende belangenorganisatie van luchthavenbedrijven.
ACI heeft momenteel 575 leden die 1633 luchthavens beheren in 179 landen. Het hoofdkwartier staat in Montreal. Daarnaast heeft ACI een kantoor in Genève.
ACI is een non-profitorganisatie, bedoeld om de belangen van haar leden te behartigen in de internationale luchtvaart. In tegenstelling tot ACI, zijn deze leden zelf in het algemeen wel degelijk commerciële organisaties. 